# Lądowisko Międzychód-Szpital
Lądowisko Międzychód-Szpital – lądowisko sanitarne w Międzychodzie, w województwie wielkopolskim, położone przy ul. Szpitalnej 10, na dachu budynku. Przeznaczone jest do wykonywania startów i lądowań śmigłowców sanitarnych i ratowniczych w dzień i w nocy o dopuszczalnej masie startowej do 5700 kg. 
Zarządzającym lądowiskiem jest Samodzielny Publiczny Zakład Opieki Zdrowotnej w Międzychodzie. W roku 2013 zostało wpisane do ewidencji lądowisk Urzędu Lotnictwa Cywilnego pod numerem 255